# Cardiotocograaf

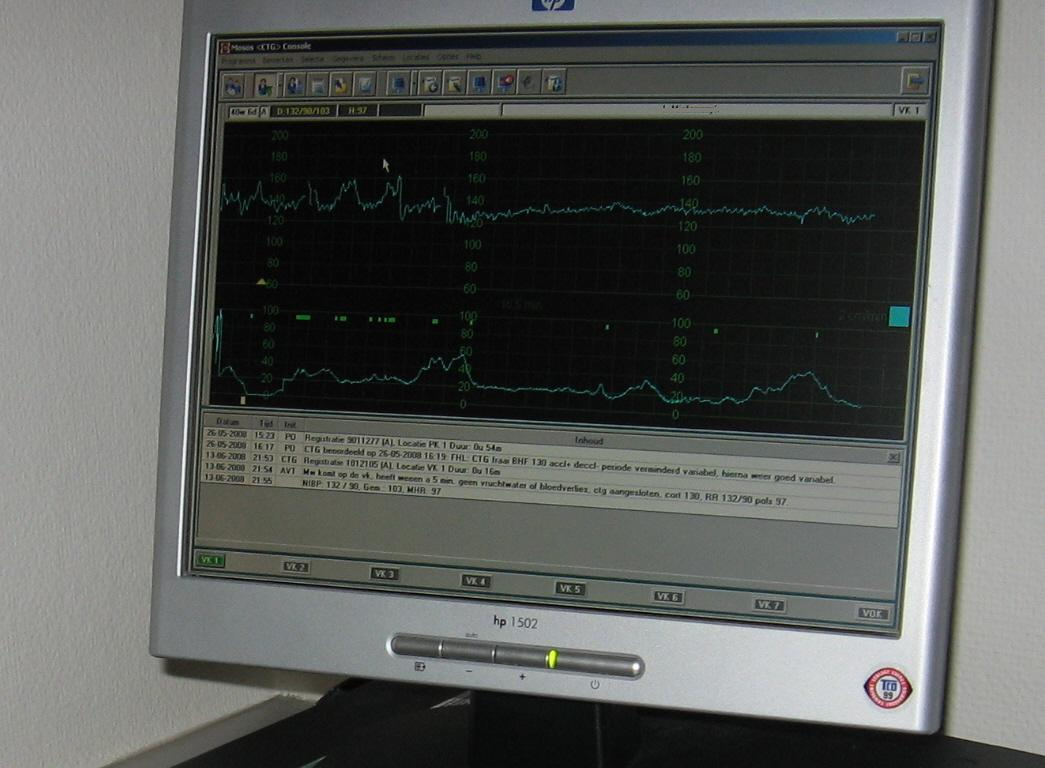
Scherm met resultaat van de meting

Een cardiotocograaf (CTG) is een instrument om de hartslag van een foetus en de weeën van een zwangere vrouw te registreren in het laatste stadium van de zwangerschap. Het apparaat staat ook wel bekend onder de naam weeënmonitor en werd uitgevonden door Orvan Hess en Edward Hon.
De CTG meet de harttonen van de foetus en de weeën (of in ieder geval de druk op de buik) van de vrouw door middel van twee transductoren op de buik. De resultaten worden in grafiekvorm op een strook papier of op een monitor getoond. Met het instrument kan het welzijn van de ongeboren baby worden nagegaan.
De normale hartfrequentie van een ongeboren kind bedraagt 110 tot 150 slagen per minuut.
Men spreekt van tachycardie wanneer de hartfrequentie hoger ligt. Men spreekt van bradycardie wanneer de hartfrequentie lager dan het gemiddelde ligt.

## Beoordeling van meetresultaten
Ten eerste wordt gekeken of er weeënactiviteit te zien is op de CTG.
Vervolgens wordt gekeken naar:
1. de hartfrequentie van de baby
2. acceleraties (versnellingen) in de hartslag van de baby
3. deceleraties (vertragingen) in de hartslag van de baby
4. de variabiliteit van het hartritmepatroon (de hartslag behoort voldoende te variëren)

### Valkuilen bij de beoordeling
- Men meet de hartslag van de moeder in plaats van de baby (om dit uit te sluiten kan men apart ook de hartfrequentie van de moeder meten en erop letten dat dit niet hetzelfde is als de hartfrequentie van de baby).
- Bij een tweeling: men meet twee keer de hartslag van dezelfde baby.

Indien de hartslag van de baby niet goed kan worden geregistreerd met de uitwendige CTG, kan een schedelelektrode in de hoofdhuid van het kind gedraaid worden. De verloskundige of gynaecoloog brengt dan een draad met een bevestigingsschroefje aan de bovenkant via de vagina naar binnen en draait dit in het hoofd van het kind. Hiermee kan de hartslag dan wel goed geregistreerd worden. Bij een stuitligging kan deze elektrode ook in een bil gedraaid worden. Overigens kan men een elektrode pas plaatsen wanneer er ontsluiting van de baarmoeder is.